# 左翎
左翎（1963年10月25日—），出生于广东湛江，中国影视女演员。1994年凭借电视剧《情满珠江》获第14届中国电视剧飞天奖优秀女演员。